# فرودگاه جرالدتن

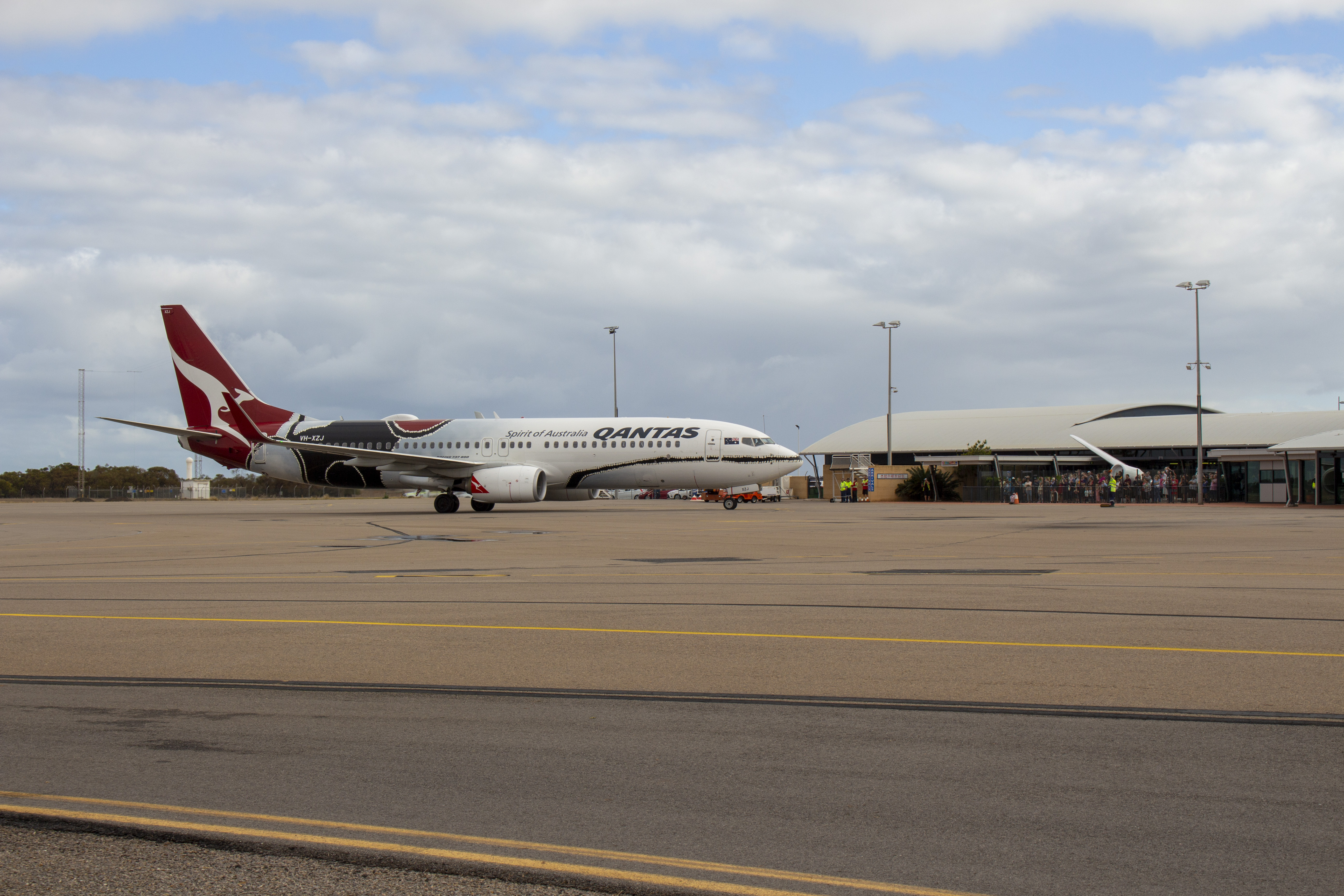
فرودگاه جرالدتن

فرودگاه جرالدتن (به انگلیسی: Geraldton Airport) یک فرودگاه همگانی با کد یاتا GET است که یک باند فرود آسفالت دارد و طول باند آن ۱۹۸۱ متر است. این فرودگاه در کشور استرالیا قرار دارد و در ارتفاع ۳۷ متری از سطح دریا واقع شده‌است.